# تود نيلسون
تود نيلسون هو لاعب هوكي الجليد كندي، ولد في 15 مايو 1969 في برينس ألبرت في كندا.

## وصلات خارجية
- تود نيلسون على موقع دوري الهوكي الوطني (الإنجليزية)
- تود نيلسون على موقع قاعة مشاهير الهوكي (لاعب أن.إتش.أل) (الإنجليزية)
- تود نيلسون على موقع EliteProspects.com (الإنجليزية)
- تود نيلسون على موقع HockeyDB.com (الإنجليزية)
- تود نيلسون على موقع Hockey-Reference.com (الإنجليزية)